# Laparocerus osorio
Espèce
Laparocerus osorio est une espèce de Coléoptères de la famille des Curculionidae.

## Description
L'imago mâle de Laparocerus osorio a une longueur de 5,6 à 7 mm. Son corps déprimé est de largeur variable, notamment acuminée (aspect naviculaire). Le tégument est noir ou brun noirâtre (surtout les extrémités), luisant. La robe menthe à des écailles apprimées dorées, cuivrées ou verdâtres, elles forment un motif en damier sur les élytres, il y a quelques soies courtes sur l'apex des élytres.
Les antennes sont longues et gracieuses : la hampe est quelque peu arquée au milieu, capitant progressivement dans le tiers apical. La massue est fusiforme, étroite.
Le rostre est plus large que long, les marges ventrales parallèles, les marges dorsales rétrécies et convergeant vers l'avant (le sillon scrobal est clairement visible d'en haut, le ptérygion est non saillant). La prorostre est lisse, la quille épistomiale est complète, bien marquée. Le métarostre est non rainuré, finement sillonné au milieu. Le front est plat, la mandibule est large et profonde, prolongée par un sillon en avant et vers le sommet. Les yeux sont grands, ovales, peu proéminents.
Le pronotum transversal est sans crête, avec des côtés modérément courbé, plus étranglé devant que derrière. Son tégument est brillant avec des points doubles bien imprimés. Les sclérites sont peu denses avec des écailles hyalines lancéolées et filiformes apprimées (légèrement surélevées et visibles), absentes sur les flancs ventraux.
Les pattes sont gracieuses, le protibia est courbé vers l'intérieur à son cinquième apical, formant crochet avec le mucron (angle externe peu courbé), le mésotibia légèrement arqué, avec un mucron mineur, le métatibia n'a pas de mucron ni de brosses ciliaires.
L'imago femelle de Laparocerus osorio est de plus grande taille, une longueur de 6,6 à 8 mm et sensiblement gonflées. Les tibias sont non armés, les protibias droits. Les élytres sont plus larges, avec des épaules plus marquées et des taches de vergetures fréquemment petits ; le dernier ventricule abdominal est non tronqué.

## Répartition
Laparocerus osorio est endémique de Grande Canarie.
Il est dans les zones moyennes et hautes (700–1 300 m) de la façade nord de l'île, où l'influence de la mer de nuages des alizés maintient l'humidité élevée. Autrefois, cette zone était occupée par des forêts de lauriers et des forêts mixtes (Laurisylve mélangée à des pins des Canaries), une formation qui a pratiquement disparu dans sa totalité. Laparocerus osorio vit dans les quelques vestiges qui subsistent, mais aussi dans l'ancien domaine de cette formation où persistent de nombreuses espèces d'arbustes dont il se nourrit.

## Plantes hôtes
La larve et l'imago se nourrissent des plantes des espèces Aeonium undulatum, Artemisia thuscula, Bencomia brachystachya (sv), Hypericum calycinum, Pteridium aquilinum, Rubus ulmifolius, Semele gayae (sv), Sonchus congestus, Urtica morifolia, Viburnum tinus subsp. rigidum.

## Classification
Le nom valide complet (avec auteur) de ce taxon est Laparocerus osorio Machado (d), 2012.